# Presnoy
Presnoy est une commune française, située dans le département du Loiret en région Centre-Val de Loire.

## Géographie

### Localisation
La commune de Presnoy se trouve dans le quadrant sud-est du département du Loiret, dans la région agricole du Gâtinais pauvre. 
À vol d'oiseau, elle se situe à 49 km  d'Orléans,  à 15 km de Montargis, et à 8 km de Lorris.
La commune se trouve dans la zone d'emploi fde Montargis et dans le bassin de vie de Lorris

### Communes limitrophes
Les communes limitrophes sont Villemoutiers, Auvilliers-en-Gâtinais, Chailly-en-Gâtinais, Chevillon-sur-Huillard et Thimory.
|                                                              | Villemoutiers (4,2 km) |                                 |
| Auvilliers-en-Gâtinais (4,2 km) Chailly-en-Gâtinais (1,4 km) | Presnoy                | Chevillon-sur-Huillard (5,3 km) |
|                                                              |                        | Thimory (5,1 km)                |

### Hydrographie

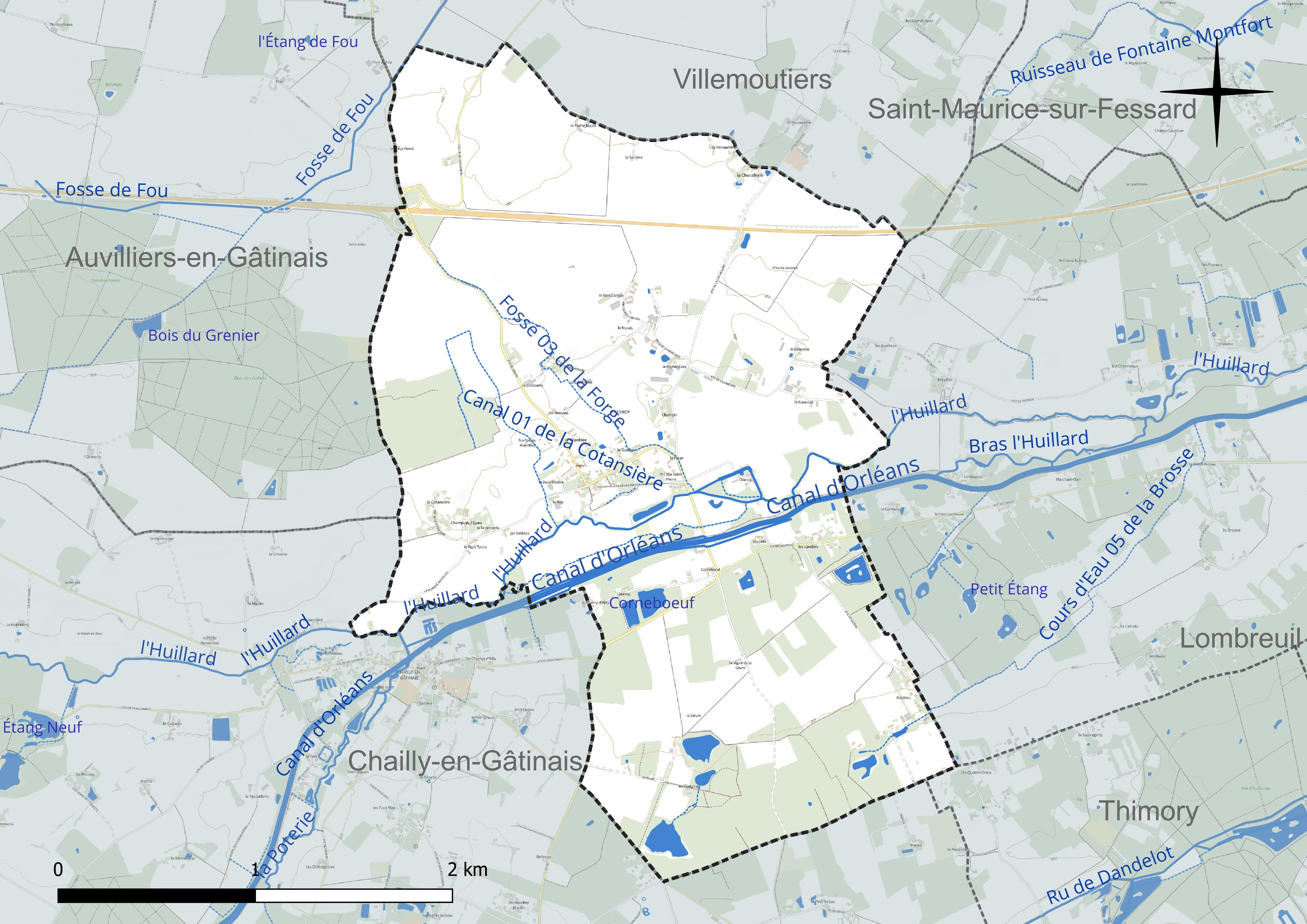
Carte hydrographique.

La commune est traversée par le Canal d'Orléans (1,701 km). Le réseau hydrographique communal, d'une longueur totale de 11,4 km, comprend un autre cours d'eau notable, l'Huillard (2,262 km), et divers petits cours d'eau dont la Fosse de Fou (0,219 km), un bras de l'Huillard (1,49 km), le canal 01 de la Cotansière (2,32 km), le cours d'eau 05 de la Brosse (0,4 km), le fossé 01 de Marchais Clair (0,518 km), le fossé 03 de la Forge (1,991 km) et le canal 01 de Chancy (0,5 km).
Le canal d’Orléans court sur 78,65 kilomètres entre Orléans, où il débouche dans la Loire et Châlette-sur-Loing, où il rejoint le canal du Loing et le canal de Briare au niveau du bief de Buges. Le Bief de Chancy 1 670 mètres et pour partie le bief de Marchais Clair 1 970 mètres sont situés sur la commune. Le canal est en plein essor de 1692 à 1793. De 1 500 à 2 000 bateaux remontent chaque année la Loire depuis Nantes pour gagner Paris. Mais avec la concurrence du rail, le trafic diminue puis disparaît complètement au début du 20e siècle. Le canal est déclassé en 1954 des voies navigables et entre dans le domaine privé de l’État.
L'Huillard, d'une longueur totale de 25,9 km, prend sa source dans la commune de Châtenoy et se jette  dans la Bezonde à Saint-Maurice-sur-Fessard, après avoir traversé 7 communes
Sur le plan piscicole, l'Huillard est classé en deuxième catégorie piscicole. L'espèce biologique dominante est constituée essentiellement de poissons blancs (cyprinidés) et de carnassiers (brochet, sandre et perche).

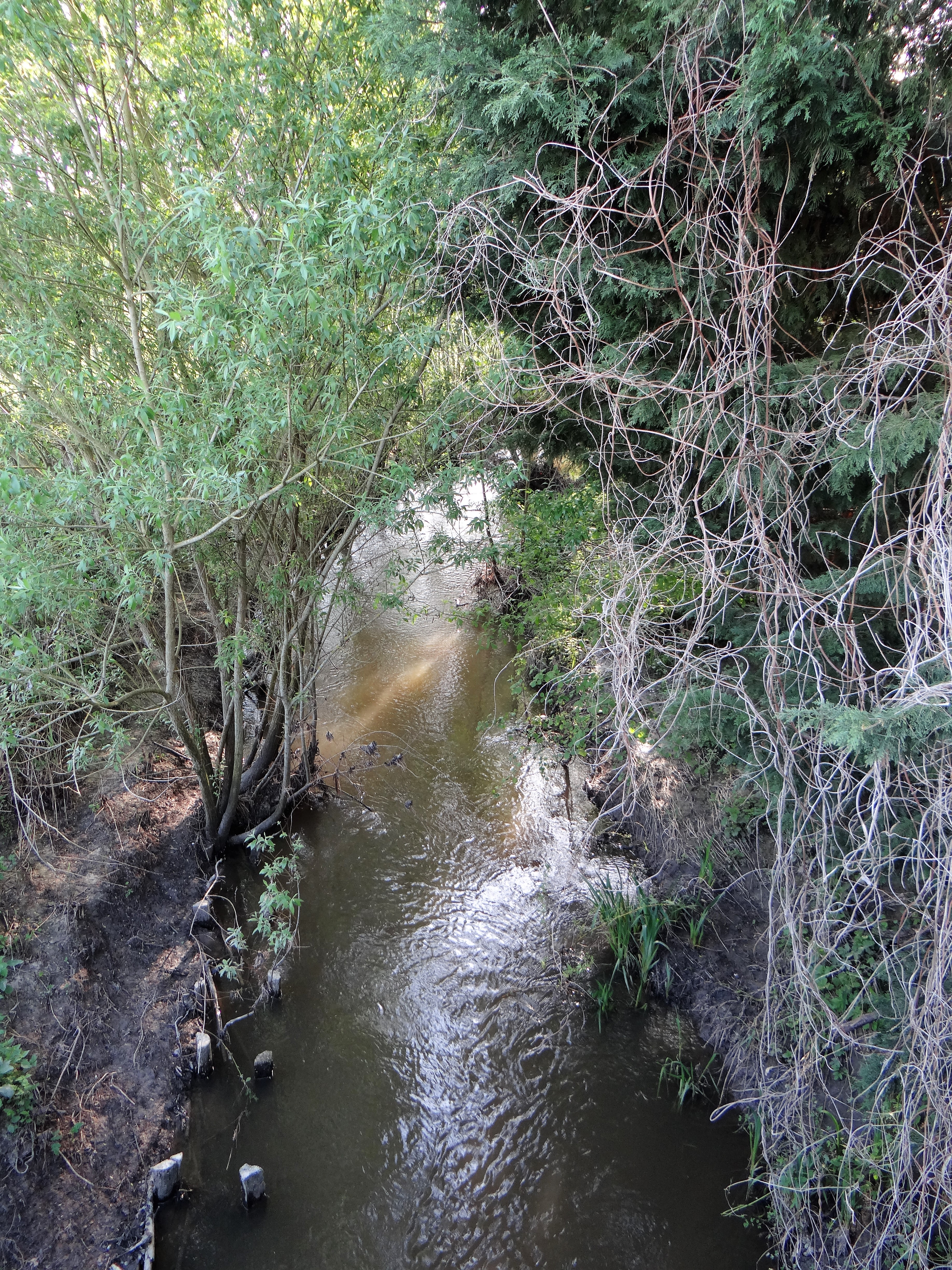
L'Huillard à Presnoy.
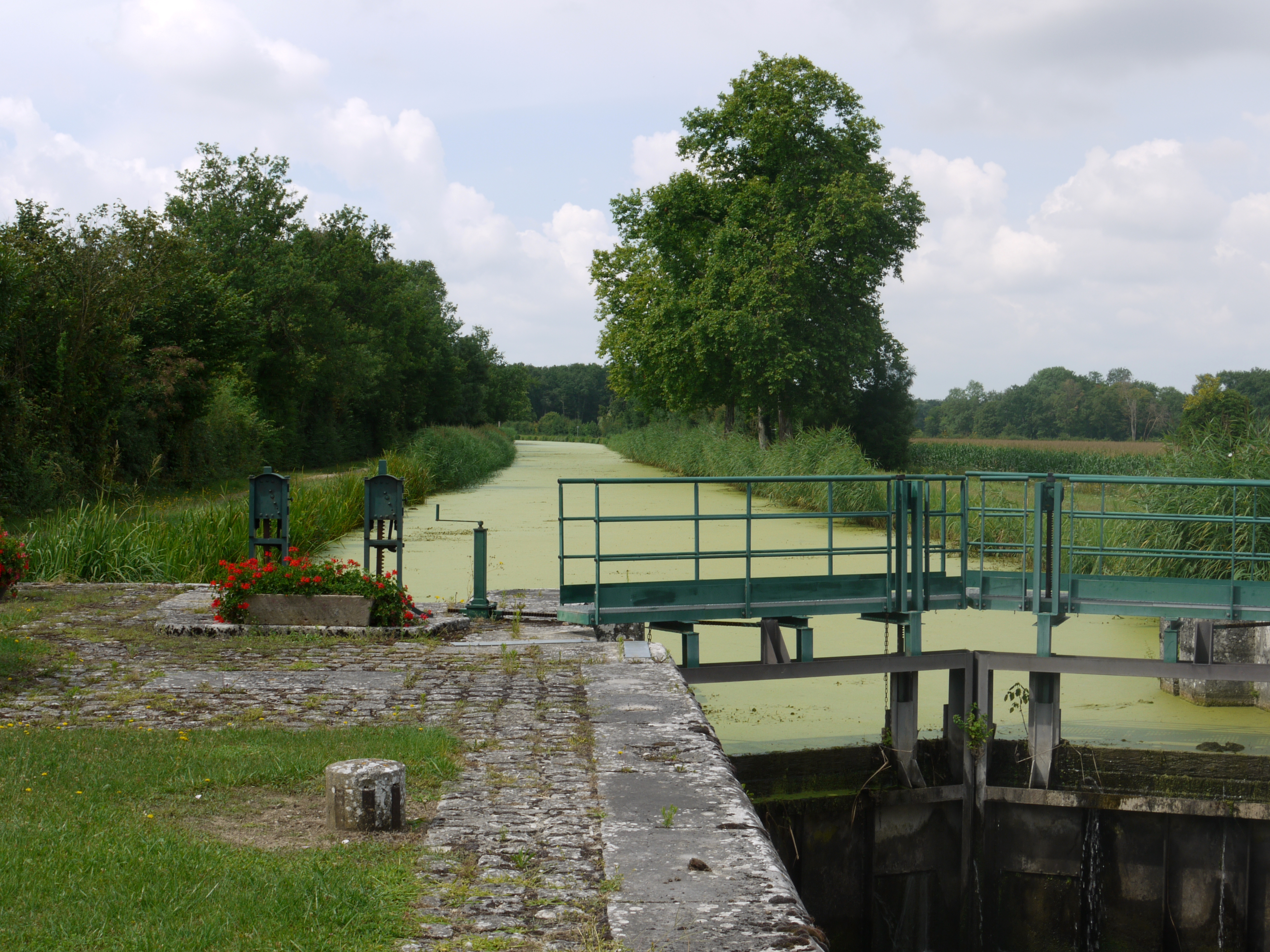
Le canal d'Orléans.

### Climat
Pour des articles plus généraux, voir Climat du Centre-Val de Loire et Climat du Loiret.
En 2010, le climat de la commune est de type climat océanique dégradé des plaines du Centre et du Nord, selon une étude du CNRS s'appuyant sur une série de données couvrant la période 1971-2000. En 2020, Météo-France publie une typologie des climats de la France métropolitaine dans laquelle la commune est exposée à un climat océanique altéré et est dans une zone de transition entre les régions climatiques « Nord-est du bassin Parisien » et « Centre et contreforts nord du Massif Central ».
Pour la période 1971-2000, la température annuelle moyenne est de 11 °C, avec une amplitude thermique annuelle de 15,1 °C. Le cumul annuel moyen de précipitations est de 674 mm, avec 10,6 jours de précipitations en janvier et 7,4 jours en juillet. Pour la période 1991-2020, la température moyenne annuelle observée sur la station météorologique de Météo-France la plus proche, sur la commune de Ladon à 5 km à vol d'oiseau, est de 11,7 °C et le cumul annuel moyen de précipitations est de 685,3 mm,. Pour l'avenir, les paramètres climatiques de la commune estimés pour 2050 selon différents scénarios d'émission de gaz à effet de serre sont consultables sur un site dédié publié par Météo-France en novembre 2022.

## Urbanisme

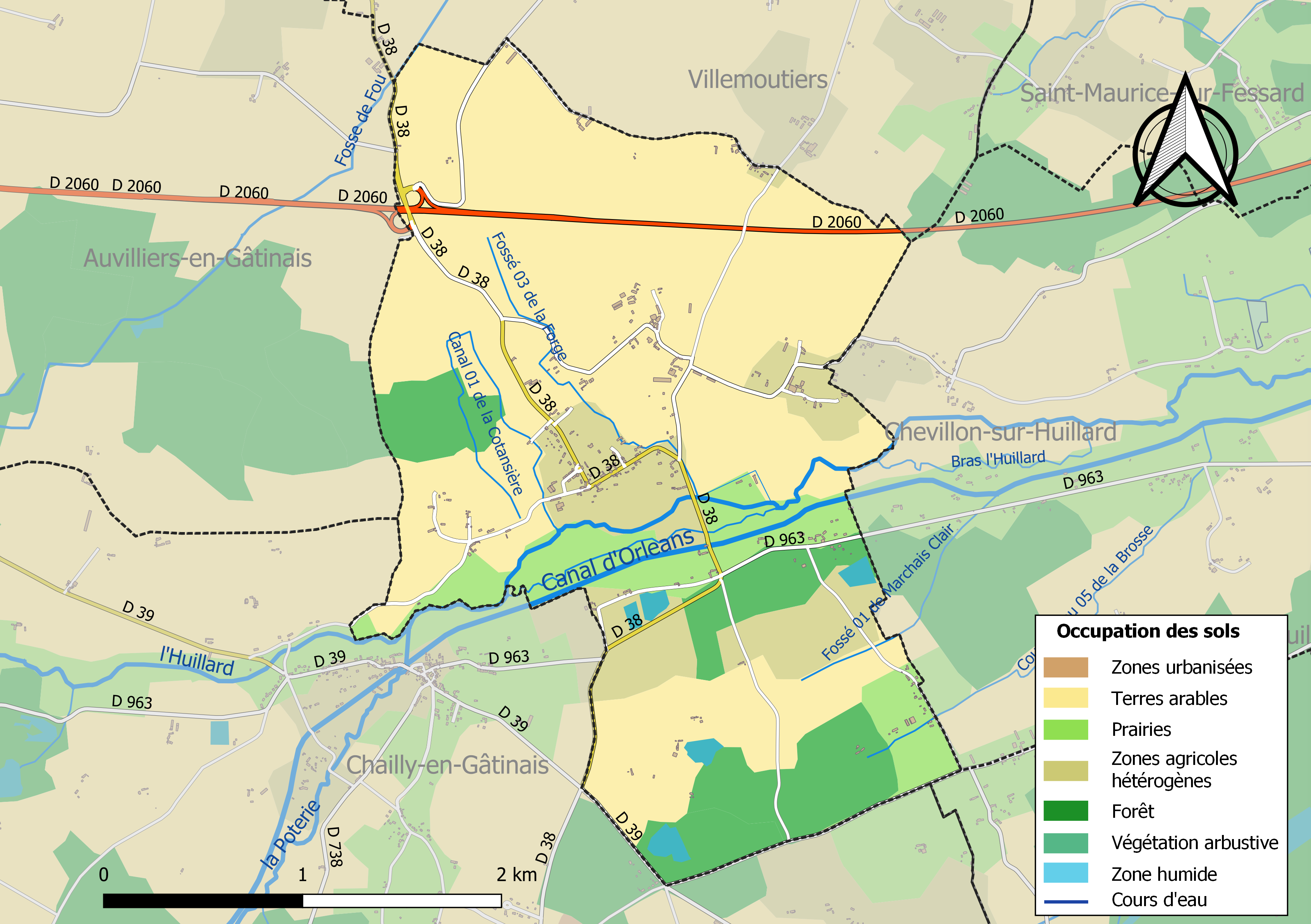
Carte des infrastructures et de l'occupation des sols de la commune en 2018 (CLC).

Carte orthophotographique de la commune en 2016.

### Typologie
Au 1er janvier 2024, Presnoy est catégorisée commune rurale à habitat très dispersé, selon la nouvelle grille communale de densité à sept niveaux définie par l'Insee en 2022.
Elle est située hors unité urbaine et hors attraction des villes,.

### Occupation des sols
L'occupation des sols de la commune, telle qu'elle ressort de la base de données européenne d’occupation biophysique des sols Corine Land Cover (CLC), est marquée par l'importance des territoires agricoles (86,7 % en 2018), une proportion sensiblement équivalente à celle de 1990 (86,5 %). 
La répartition détaillée en 2018 est la suivante : terres arables (62,7 %), zones agricoles hétérogènes (14 %), forêts (13,3 %), prairies (10 %).
L'évolution de l’occupation des sols de la commune et de ses infrastructures peut être observée sur les différentes représentations cartographiques du territoire : la carte de Cassini (XVIIIe siècle), la carte d'état-major (1820-1866) et les cartes ou photos aériennes de l'IGN pour la période actuelle (1950 à aujourd'hui).

### Habitat et logement
En 2016 et 2021, le nombre total de logements dans la commune était de 146, alors qu'il était de 144 en 2011. 
Parmi ces logements, 71,2 % étaient des résidences principales, 20,3 % des résidences secondaires et 8,4 % des logements vacants. Ces logements étaient pour 99,3 % d'entre eux des maisons individuelles et pour 0,7 % des appartements. 
Le tableau ci-dessous présente la typologie des logements à Presnoy en 2021 en comparaison avec celle du Loiret et de la France entière. Une caractéristique marquante du parc de logements est ainsi une proportion de résidences secondaires et logements occasionnels (20,3 %) supérieure à celle du département (4,9 %) et à celle de la France entière (9,7 %). 
| Typologie                                               | Presnoy | Loiret | France entière |
| ------------------------------------------------------- | ------- | ------ | -------------- |
| Résidences principales (en %)                           | 71,2    | 86,3   | 82,2           |
| Résidences secondaires et logements occasionnels (en %) | 20,3    | 4,9    | 9,7            |
| Logements vacants (en %)                                | 8,4     | 8,9    | 8,1            |

### Voies de communication et transports

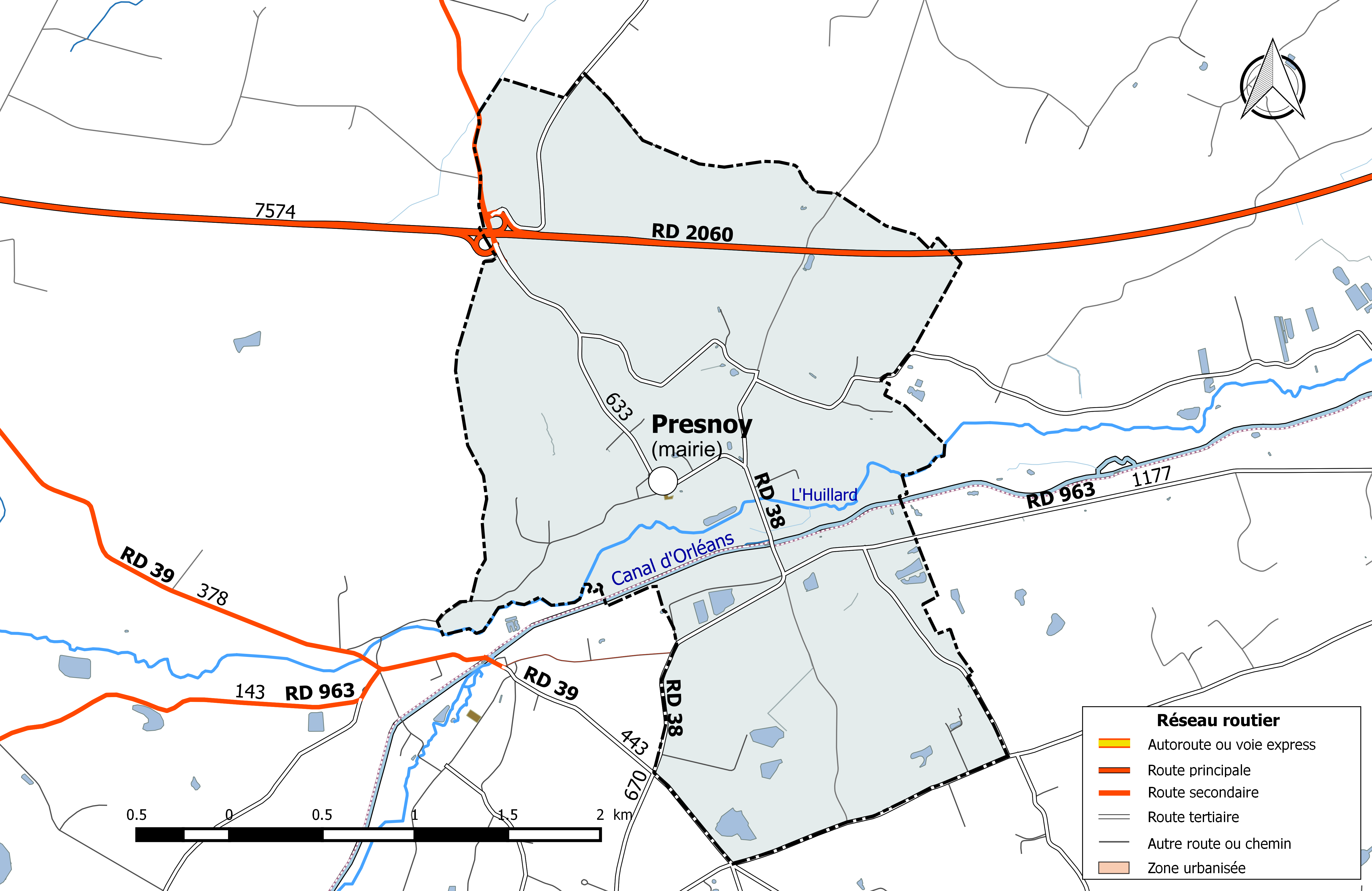
Réseau routier principal de la commune de Presnoy (avec indication du trafic routier 2014).

La commune est traversée par la déviation de l'ancienne route nationale 60 (actuelle RD 2060) qui lui donne un accès aisé à Montargis, et le village est desservi par la RD 38.
Une voie verte est aménagée le long du canal d'Orléans.

### Risques naturels et technologiques
La commune de Presnoy est vulnérable à différents aléas naturels : climatiques (hiver exceptionnel ou canicule), mouvements de terrains ou sismique (sismicité très faible). Elle est également exposée à un risque technologique : le risque de transport de matières dangereuses. 
Entre 1989 et 2019, un arrêté ministériel ayant porté reconnaissance de catastrophe naturelle a été pris pour le territoire de la commune  pour des inondations et coulées de boue.

#### Risques naturels
Le territoire de la commune peut être concerné par un risque d'effondrement de cavités souterraines non connues. Une cartographie départementale de l'inventaire des cavités souterraines et des désordres de surface a été réalisée. Il a été recensé sur la commune plusieurs effondrements de cavités.
Par ailleurs, le sol du territoire communal peut faire l'objet de mouvements de terrain liés à la sécheresse. Le phénomène de retrait-gonflement des argiles est la conséquence d'un changement d'humidité des sols argileux. Les argiles sont capables de fixer l'eau disponible mais aussi de la perdre en se rétractant en cas de sécheresse. Ce phénomène peut provoquer des dégâts très importants sur les constructions (fissures, déformations des ouvertures) pouvant rendre inhabitables certains locaux. Celui-ci a particulièrement affecté le Loiret après la canicule de l'été 2003. Une grande partie du territoire de la commune est exposée à un aléa « moyen » face à ce risque, selon l'échelle définie par le Bureau de recherches géologiques et minières (BRGM).
Depuis le 22 octobre 2010, la France dispose d’un nouveau zonage sismique divisant le territoire national en cinq zones de sismicité croissante. La commune, à l’instar de l’ensemble du département,  est concernée par un risque très faible,.

#### Risques technologiques
La commune est exposée au risque de transport de matières dangereuses, en raison du passage sur son territoire d'une canalisation de gaz et d'un itinéraire routier structurant supportant un fort trafic (la route départementale D 39),.

## Toponymie
Presnoy provient du mot  latin Prunetum : lieu planté de pruniers.

## Politique et administration

### Découpage territorial
La commune de Presnoy est rattachée au département du Loiret et à la région Centre-Val de Loire, à la fois circonscriptions administratives de l'État et collectivités territoriales.

#### Bloc communal: Commune et intercommunalités
La paroisse de Presnoy acquiert le statut de municipalité avec le  décret du 12 novembre 1789 de l'Assemblée Nationale puis celui de « commune », au sens de l'administration territoriale actuelle, par le décret de la Convention nationale du 10 brumaire an II (31 octobre 1793). Il faut toutefois attendre la loi du 5 avril 1884 sur l'organisation municipale pour qu'un régime juridique uniforme soit défini pour toutes les communes de France, point de départ de l’affirmation progressive des communes face au pouvoir central.
Aucun événement de restructuration majeure du territoire, de type suppression, cession ou réception de territoire, n'a affecté la commune depuis sa création.

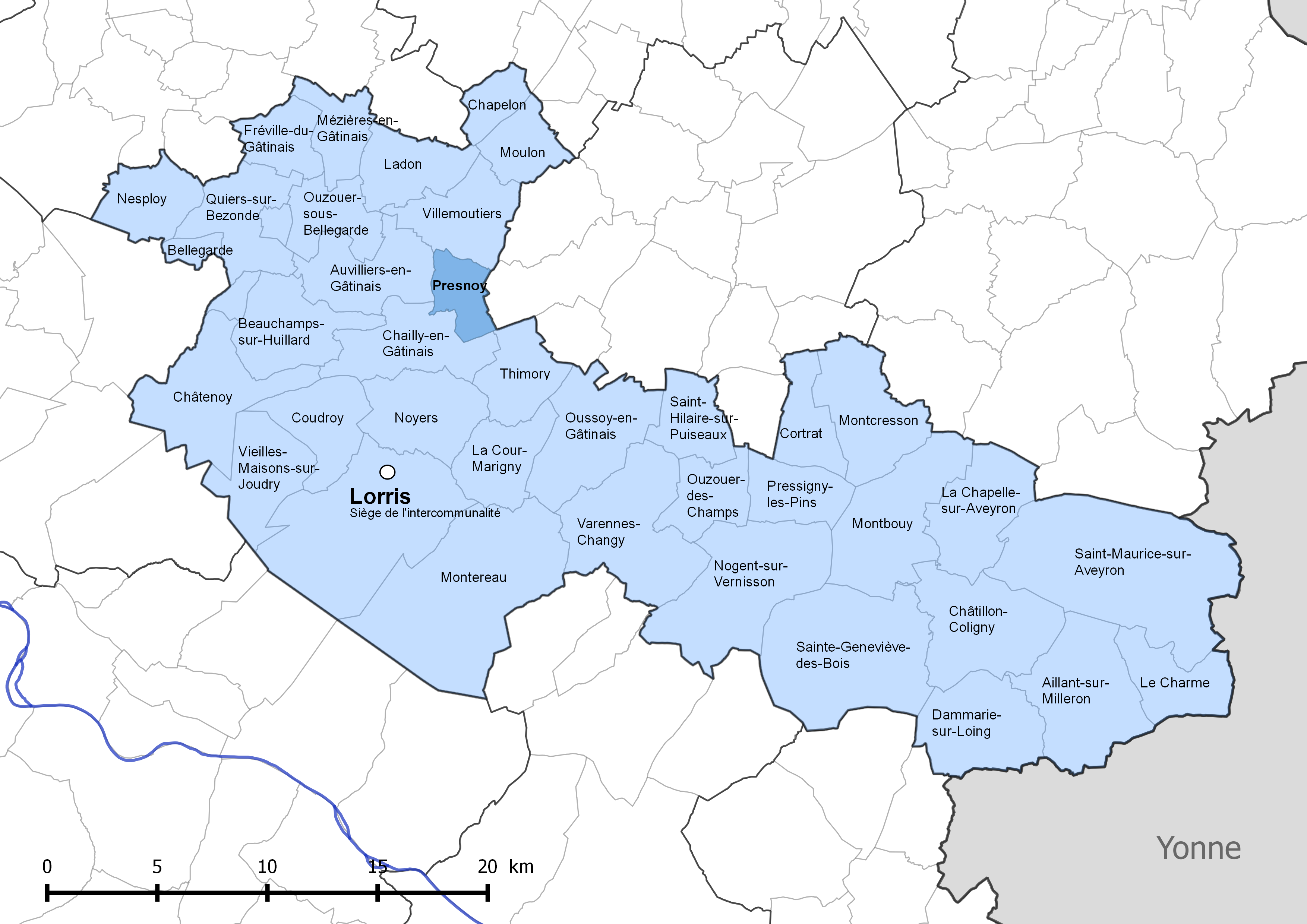
Localisation de la commune de Presnoy dans la communauté de communes Canaux et forêts en Gâtinais.

La commune est membre de la communauté de communes du canton de Lorris, une intercommunalité qui remplace l'ancien SIVOM du canton de Lorris créé en février 1969, depuis sa création le 26 décembre 1997 jusqu'au 1er janvier 2017.
Afin de renforcer et réduire le nombre d'intercommunalités en France, la loi du 7 août 2015 portant nouvelle organisation territoriale de la République (dite loi NOTRe) fait passer le seuil démographique minimal de 5 000 à 15 000 habitants pour constituer une intercommunalité, sauf exceptions. Le schéma départemental de coopération intercommunale du Loiret est arrêté sur ces bases le 30 mars 2016 et le nombre d'établissements publics de coopération intercommunale à fiscalité propre passe dans le département du Loiret de 28 (2 communautés d'agglomération et 26 communautés de communes) à 16 (deux communautés d'agglomération et 14 communautés de communes dont une interdépartementale).
Les communautés de communes du canton de Lorris , du canton de Châtillon-Coligny et du Bellegardois fusionnent ainsi à compter du 1er janvier 2017 en une seule entité : la communauté de communes Canaux et forêts en Gâtinais, dont le siège est à Lorris. Cette nouvelle intercommunalité comprend Presnoy.

#### Circonscriptions de rattachement
La loi du 22 décembre 1789 divise le pays en 83 départements découpés chacun en six à neuf districts eux-mêmes découpés en cantons regroupant des communes. Les districts, tout comme les départements, sont le siège d’une administration d’État et constituent à ce titre des circonscriptions administratives. La commune de Prenoy est alors incluse dans le canton de Lorris, le district de Montargis et le département du Loiret.
La recherche d’un équilibre entre la volonté d’organiser une administration dont les cadres permettent l’exécution et le contrôle des lois d’une part, et la volonté d’accorder une certaine autonomie aux collectivités de base (paroisses, bourgs, villes) d’autre part, s’étale de 1789 à 1838. Les découpages territoriaux évoluent ensuite au gré des réformes visant à décentraliser ou recentraliser l'action de l'État. La régionalisation fonctionnelle des services de l'État (1945-1971) aboutit à la création de régions. L'acte I de la décentralisation de 1982-1983 constitue une étape importante en donnant l'autonomie aux collectivités territoriales, régions, départements et communes. L'acte II intervient en 2003-2006, puis l'acte III en 2012-2015.
Le tableau suivant présente les rattachements, au niveau infra-départemental, de la commune de Presnoy aux différentes circonscriptions administratives et électorales ainsi que l'historique de l'évolution de leurs territoires.
| Circonscription             | Nom                | Période   | Type                         | Évolution du découpage territorial |
| --------------------------- | ------------------ | --------- | ---------------------------- | --- |
| District                    | Montargis          | 1790-1795 | Administrative               | La commune est rattachée au district de Montargis de 1790 à 1795,. La Constitution du 5 fructidor an III, appliquée à partir de vendémiaire an IV (1795) supprime les districts, rouages administratifs liés à la Terreur, mais maintient les cantons qui acquièrent dès lors plus d'importance. |
| Canton                      | Lorris             | 1790-1801 | Administrative et électorale | Le 10 février 1790, la municipalité de Prenoy est rattachée au canton de Lorris,. Les cantons sont supprimés, en tant que découpage administratif, par une loi du 26 juin 1793, et ne conservent qu'un rôle électoral. Ils permettent l’élection des électeurs du second degré chargés de désigner les députés. Les cantons acquièrent une fonction administrative avec la disparition des districts en 1795. |
| Canton                      | Lorris             | 1801-2015 | Administrative et électorale | Sous le Consulat, un redécoupage territorial visant à réduire le nombre de justices de paix ramène le nombre de cantons dans le Loiret de 59 à 31. Prenoy est alors rattachée par arrêté du 9 vendémiaire an X (30 septembre 1801) au canton de Lorris, sous le nom de Presnoy,. |
| Canton                      | Lorris             | 2015-     | Électorale                   | La loi du 17 mai 2013 et ses décrets d'application publiés en février et mars 2014 introduisent un nouveau découpage territorial pour les élections départementales. La commune est alors rattachée au nouveau canton de Lorris. Depuis cette réforme, plus aucun service de l'État n'exerce sa compétence sur un territoire s'appuyant sur le nouveau découpage cantonal. Le canton a disparu en tant que circonscription administrative de l'État ; il est désormais uniquement une circonscription électorale dédiée à l'élection d'un binôme de conseillers départementaux siégeant au conseil départemental. |
| Arrondissement              | Montargis          | 1801-     | Administrative               | Presnoy est rattachée à l'arrondissement de Montargis depuis sa création en 1801,. |
| Circonscription législative | 6e circonscription | 2010-     | Électorale                   | Lors du découpage législatif de 1986, le nombre de circonscriptions législatives passe dans le Loiret de 4 à 5. Un nouveau redécoupage intervient en 2010 avec la loi du 23 février 2010. En attribuant un siège de député « par tranche » de 125 000 habitants, le nombre de circonscriptions par département varie désormais de 1 à 21,. Dans le Loiret, le nombre de circonscriptions passe de cinq à six. Presnoy, initialement rattachée à la cinquième circonscription, est, après 2010, rattachée à la sixième circonscription.                                                                            |

### Politique et administration municipales

#### Conseil municipal et maire
Le conseil municipal de Presnoy, commune de moins de 1 000 habitants, est élu au scrutin majoritaire plurinominal à deux tours, les électeurs pouvant modifier les listes, panacher, ajouter ou supprimer des candidats sans que le vote soit nul, pour un mandat de six ans renouvelable.
Compte tenu de la population de la commune, son conseil municipal est constitué de 11 membres, y compris le maire et ses adjoints.
| Période                                  | Période                       | Identité           | Étiquette | Qualité                                                                         |
| ---------------------------------------- | ----------------------------- | ------------------ | --------- | ------------------------------------------------------------------------------- |
| Les données manquantes sont à compléter. |                               |                    |           |                                                                                 |
|                                          |                               |                    |           |                                                                                 |
| 2001                                     | 2008                          | Jean-Pierre Vacher | DVD       |                                                                                 |
| 2008                                     | 2014                          | James Cousin       |           |                                                                                 |
| 2014                                     | août 2023                     | Richard Senegas    |           | Directeur informatique d'un grand groupe de presse à la retraite Démissionnaire |
| septembre 2023                           | En cours (au 26 janvier 2024) | Loïc Redjdal       |           | Ingénieur commercial services chez Siemens                                      |

## Équipements et services publics

### Eau et déchets
En  2016, la commune est membre du SICTOM de la région de Châteauneuf-sur-Loire, créé en 1976. Celui-ci assure la collecte et le traitement des ordures ménagères résiduelles, des emballages ménagers recyclables  et des encombrants en porte à porte et du verre en points d'apport volontaire. 
Un réseau de dix déchèteries accueille les encombrants et autres déchets spécifiques (déchets verts, déchets dangereux, gravats, ferraille, cartons…). La déchèterie la plus proche est située sur la commune de Quiers-sur-Bézonde. L'élimination et la valorisation énergétique des déchets ménagers et de ceux issus de la collecte sélective sont effectuées par le SYCTOM de Gien-Châteauneuf-sur-Loire qui comprend un centre de transfert de déchets ménagers et un centre de stockage de déchets ultimes (CSDU) de classe II à Saint-Aignan-des-Gués ainsi qu'une usine d’incinération des ordures ménagères à Gien-Arrabloy.
Depuis le 1er janvier 2017, la « gestion des déchets ménagers » ne fait plus partie des compétences de la commune mais est une compétence obligatoire de la communauté de communes Canaux et Forêts en Gâtinais en application de la loi NOTRe du 7 août 2015.

#### Production et distribution d'eau
Le service public d’eau potable est une compétence obligatoire des communes depuis l’adoption de la loi du 30 décembre 2006 sur l’eau et les milieux aquatiques. 
Au 31 décembre 2016, la production et la distribution de l'eau potable sur le territoire communal sont assurées par le syndicat intercommunal d'alimentation en eau potable d'Auvilliers-en-Gâtinais, un syndicat créé en 1963 desservant cinq communes : Auvilliers-en-Gâtinais, Beauchamps-sur-Huillard, Chailly-en-Gâtinais, Ouzouer-sous-Bellegarde et Presnoy,,.
La loi NOTRe du 7 août 2015 prévoit que le transfert des compétences « eau et assainissement » vers les communautés de communes sera obligatoire à compter du 1er janvier 2020. Le transfert d’une compétence entraîne  de  facto la mise à disposition gratuite de plein droit des biens, équipements et services publics utilisés, à la date du transfert, pour l'exercice de ces compétences et la substitution de la communauté dans les droits et obligations des communes,.

#### Assainissement
L’assainissement non collectif (ANC) désigne les installations individuelles de traitement des eaux domestiques qui ne sont pas desservies par un réseau public de collecte des eaux usées et qui doivent en conséquence traiter elles-mêmes leurs eaux usées avant de les rejeter dans le milieu naturel. 
La communauté de communes du canton de Lorris a créé, par délégation de ses communes adhérentes, le service public d'assainissement non collectif (SPANC), qui a pour mission de contrôler les installations neuves et existantes, la mise en place d’un service de vidange et la réhabilitation des installations,. Depuis le 1er janvier 2017, c'est la communauté de communes Canaux et Forêts en Gâtinais, issue de la fusion de la communauté de communes du canton de Lorris, de la communauté de communes de Châtillon-Coligny et de la communauté de communes du Bellegardois, qui assure, par substitution, le SPANC.

## Population et société

### Démographie
L'évolution du nombre d'habitants est connue à travers les recensements de la population effectués dans la commune depuis 1793. Pour les communes de moins de 10 000 habitants, une enquête de recensement portant sur toute la population est réalisée tous les cinq ans, les populations de référence des années intermédiaires étant quant à elles estimées par interpolation ou extrapolation. Pour la commune, le premier recensement exhaustif entrant dans le cadre du nouveau dispositif a été réalisé en 2006.

En 2022, la commune comptait 256 habitants, en évolution de +3,64 % par rapport à 2016 (Loiret : +1,89 %, France hors Mayotte : +2,11 %).
| 1793 | 1800 | 1806 | 1821 | 1831 | 1836 | 1841 | 1846 | 1851 |
| ---- | ---- | ---- | ---- | ---- | ---- | ---- | ---- | ---- |
| 392  | 422  | 372  | 369  | 375  | 401  | 405  | 438  | 413  |

| 1856 | 1861 | 1866 | 1872 | 1876 | 1881 | 1886 | 1891 | 1896 |
| ---- | ---- | ---- | ---- | ---- | ---- | ---- | ---- | ---- |
| 419  | 445  | 427  | 400  | 425  | 406  | 404  | 374  | 384  |

| 1901 | 1906 | 1911 | 1921 | 1926 | 1931 | 1936 | 1946 | 1954 |
| ---- | ---- | ---- | ---- | ---- | ---- | ---- | ---- | ---- |
| 356  | 331  | 308  | 299  | 297  | 268  | 259  | 277  | 246  |

| 1962 | 1968 | 1975 | 1982 | 1990 | 1999 | 2006 | 2011 | 2016 |
| ---- | ---- | ---- | ---- | ---- | ---- | ---- | ---- | ---- |
| 237  | 229  | 187  | 147  | 175  | 164  | 232  | 245  | 247  |

| 2021 | 2022 | - | - | - | - | - | - | - |
| ---- | ---- | - | - | - | - | - | - | - |
| 252  | 256  | - | - | - | - | - | - | - |

## Économie

### Revenus de la population et fiscalité
Le nombre de ménages fiscaux en 2013 était de 106 représentant 262 personnes et la  médiane du revenu disponible par unité de consommation  de 19 781 €.

### Emploi
En 2014, le nombre total d’emploi dans la zone était de 25, occupant 105 actifs résidants (salariés et non salariés).
Le taux d’activité de la population âgée de 15 à 64 ans s'élevait à  76,8 % contre un taux de chômage (au sens du recensement) de 9,5 %. Les inactifs se répartissent de la façon suivante : étudiants et stagiaires non rémunérés 9,3 %, retraités ou préretraités 7,9 %, autres inactifs 6 %.

### Entreprises et commerces
En 2015, le nombre d'établissements actifs était de trente, dont onze dans l'agriculture-sylviculture-pêche, deux dans l'industrie, quatre dans la construction, onze dans le commerce-transports-services divers et deux relatifs au secteur administratif.
Cette même année, deux entreprises ont été créées, dont une par des auto-entrepreneurs.

## Culture locale et patrimoine

### Héraldique
| Blason de Presnoy | Blason  | Écartelé en sautoir, au 1 d'azur à la clé d'or et à l'épée de même présentées en sautoir, au 2 d'or à la merlette contournée de sable, au 3 d'or à la merlette de sable et au 4 d'azur au donjon crénelé d'or, ajouré sur le champ et maçonné de sable. |
| Blason de Presnoy | Détails | Adopté le 6 juin 2012. |

## Pour approfondir